# 王孝达烈士故居
王孝达烈士故居位于云南省大理州祥云县祥城镇北后街41号，革命烈士王孝达青少年时期在此生活学习。故居始建于清光绪二十七年（1901年），坐西向东，整个院落占地面积约1,550平方米，为一进两院的走马转角楼，由正房、正房南北耳房、正房南北厢房、过厅、过厅南北耳房、过厅南北厢房、正大门及侧大门等组成，建筑规模较大。属于祥云典型的民居建筑。
2011年10月26日公布为第六批祥云县文物保护单位。2019年2月21日公布为第八批云南省文物保护单位。2021年1月22日公布为云南省第一批不可移动革命文物。
2021年1月22日，祥云县历史文化博物馆在王孝达烈士故居设立。